# 北勝太郎
北 勝太郎（きた かつたろう、1889年〈明治22年〉9月14日 - 1963年〈昭和38年〉2月21日）は、日本の政治家。衆議院議員（4期）・参議院議員（1期）。奈井江村初代村長。

## 経歴
石川県能美郡御幸村（現・小松市）出身。1894年、一家で砂川町奈井江に入植。1911年、空知農業学校卒業。卒業後は、家業の農業に従事。1915年大日本帝国陸軍に入営。少尉任官。砂川農村会長・奈井江産業組合長・奈井江水利組合長を兼任。1919年砂川町議会議員に当選。1920年保証責任北海道信用購買販売組合聯合会（北聯、のちのホクレン）理事および砂川農会会長。1924年大日本帝国陸軍中尉任官、同年北海道議会議員に当選し、以後連続3期務めた。1931年空知郡農会会長を3期務める。
1936年に第19回衆議院議員総選挙に、北海道4区から立候補し初当選した。日本農民党に所属。以後連続4期衆議院議員を務めた。1944年奈井江村初代村長を経て、終戦後は日本協同党を経て協同民主党に所属。党内の「農村派」の代表格として副委員長を務めたが、山本実彦が三木武夫を入党させて党勢拡大を図ろうとしたことに、弟の北政清とともに反発。結局押し切られるかたちで三木は入党したが、さらに日本民主党準備会の院内会派新政会との合同にも強く反対し、党から除名処分を下される。
その後公職追放の対象となる。追放解除後は、北海道農業委員会委員長を経て、1953年北海道選挙区より第3回参議院議員通常選挙に無所属で出馬、当選し1期務めた。
政界引退後、1955年より奈井江町農業協同組合（現・JA新すながわ）組合長を務めた（1959年まで）。1960年2月8日には奈井江町名誉町民に選ばれる。1963年2月21日に逝去。町葬が営まれた。

## 叙勲・受賞歴[3]
- 叙八位（1915年）
- 叙七位（1924年）
- 北海道政功労者表彰（1935年）
- 正四位勲二等瑞宝章（1963年）

## エピソード[3]
- 農業界出身なだけに協同組合第一主義者であり、農民代表の立場から国会議員として活動し、北海道開発に尽力。農業界の指導力は抜群であったとされ、空知においては「農業の北（勝太郎）」と呼ばれた。協同組合主義へのプライドは相当なものであっただけに、協同組合との関係をほぼ持たない三木武夫の協同民主党入党には激しく反発した。
- 1958年に奈井江町農協に胸像が建立された。
- 砂川町から奈井江村を分村することに尽力。奈井江村初代村長に選任された。

## 家族
弟は北海道会議員、衆議院議員を務めた北政清。
長男は31歳で夭折した元衆議院議員の北二郎。次男は元北海道開発庁長官の北修二。三男は元奈井江町長の北良治。